# Demografia da Guiné-Bissau
A demografia de Guiné-Bissau é constituída por mais de 20 etnias, com línguas, estruturas sociais e costumes distintos. A maioria da população vive da agricultura e professa religiões tradicionais locais. Cerca de 45% praticam o islamismo. As línguas mais faladas são o fula e o mandinga, de populações concentradas no Norte e no Nordeste. Outros grupos étnicos importantes são os balantas e os pepéis, na costa meridional, e os manjacos e os mancanhas, nas regiões costeiras do Centro e do Norte.

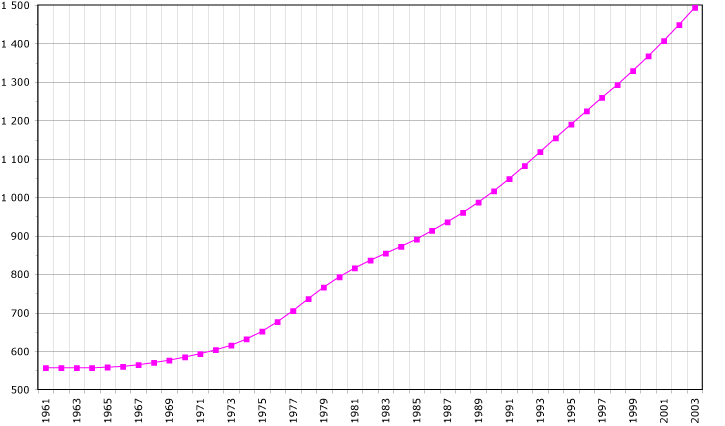
Crescimento populacional da Guiné-Bissau, 1961-2003

## Dados gerais

### População
1,920,917 habitantes ( 2019 )

Estrutura etária:

0-14 anos: 42% (homens: 310324; mulheres 306683)

15-64 anos: 55% (homens 335.150; mulheres 370.667)

65 anos e mais: 3% (homens 16.574; mulheres 19.920) (estimativas de 2000)

Taxa de crescimento da população: 2,4% (estimativas de 2000)

Taxa de nascimentos: 39,63 nascimentos/1.000 habitantes (2000)

Taxa de mortalidade: 15,62 mortes/1.000 habitantes (2000)

Taxa de migração: 0 migrantes/1.000 habitantes (2000)

Percentagem homens/mulheres:

ao nascer:' 1,03 homens/mulheres

com menos de 15 anos: 1 homem/mulher

15-64 anos: 0,9 homens/mulheres

65 anos e mais: 0,83 homens/mulheres

total da população: 0,94 homens/mulheres (2000)

Taxa de mortalidade infantil: 54 mortes/1,000 nascimentos (2018)

Esperança de vida ao nascer:

Total da população: 57 anos

Homens: 56 anos

Mulheres: 59 anos (2017)

Taxa de natalidade: 4.63 crianças por mulher (2016)

### Grupos étnicos
- Balantas 30%,
- Fulas 20%,
- Manjacos 14%,
- Mandingas 13%,
- Papéis 7%,
- Europeus e outros: menos de 1%

### Religiões
Crenças indígenas 50%, muçulmana 45%, cristianismo 5%

### Línguas
português (oficial), crioulo guineense, línguas africanas

Taxa de alfabetização:

definição: com 15 anos ou mais, sabendo ler e escrever

Total da população: 53,9%

Homens: 67,1%

Mulheres: 40,7% (1997)

### Repartição espacial da população[2]
- Vila de Bissau: 25,19% (compreende mais de 64% da população urbana do país);
- Oio: 14,85%;
- Tombali: 6,29%;